# Clot de la Hount
Clot de la Hount – szczyt w Pirenejach. Leży na granicy między Hiszpanią (prowincja Huesca, w regionie Aragonia) a Francją (departament Pireneje Wysokie). Należy do podgrupy Pireneje środkowo-zachodnie w Pirenejach Centralnych.